# Pivovar Hurbanovo

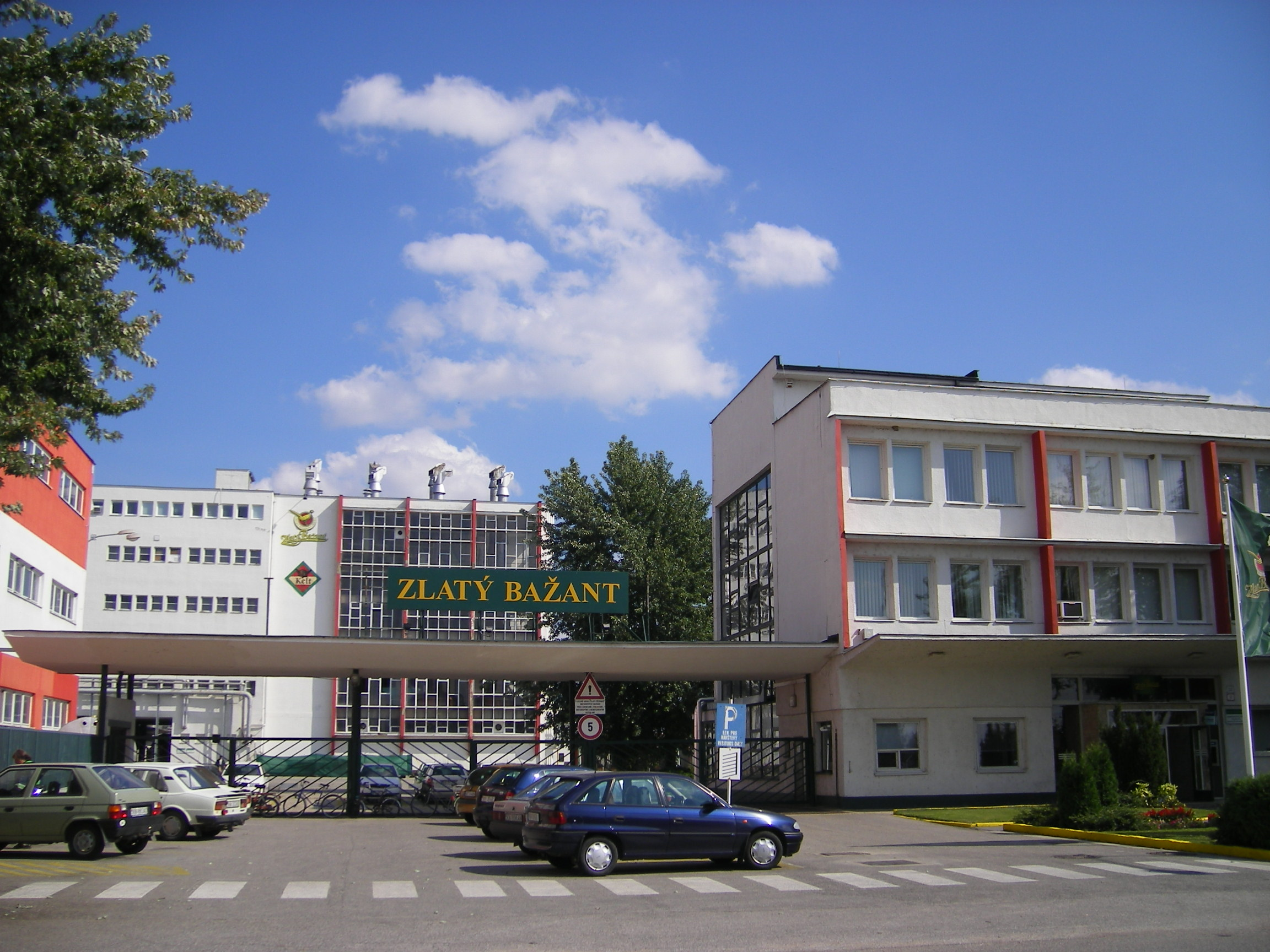
Außenansicht der Brauerei

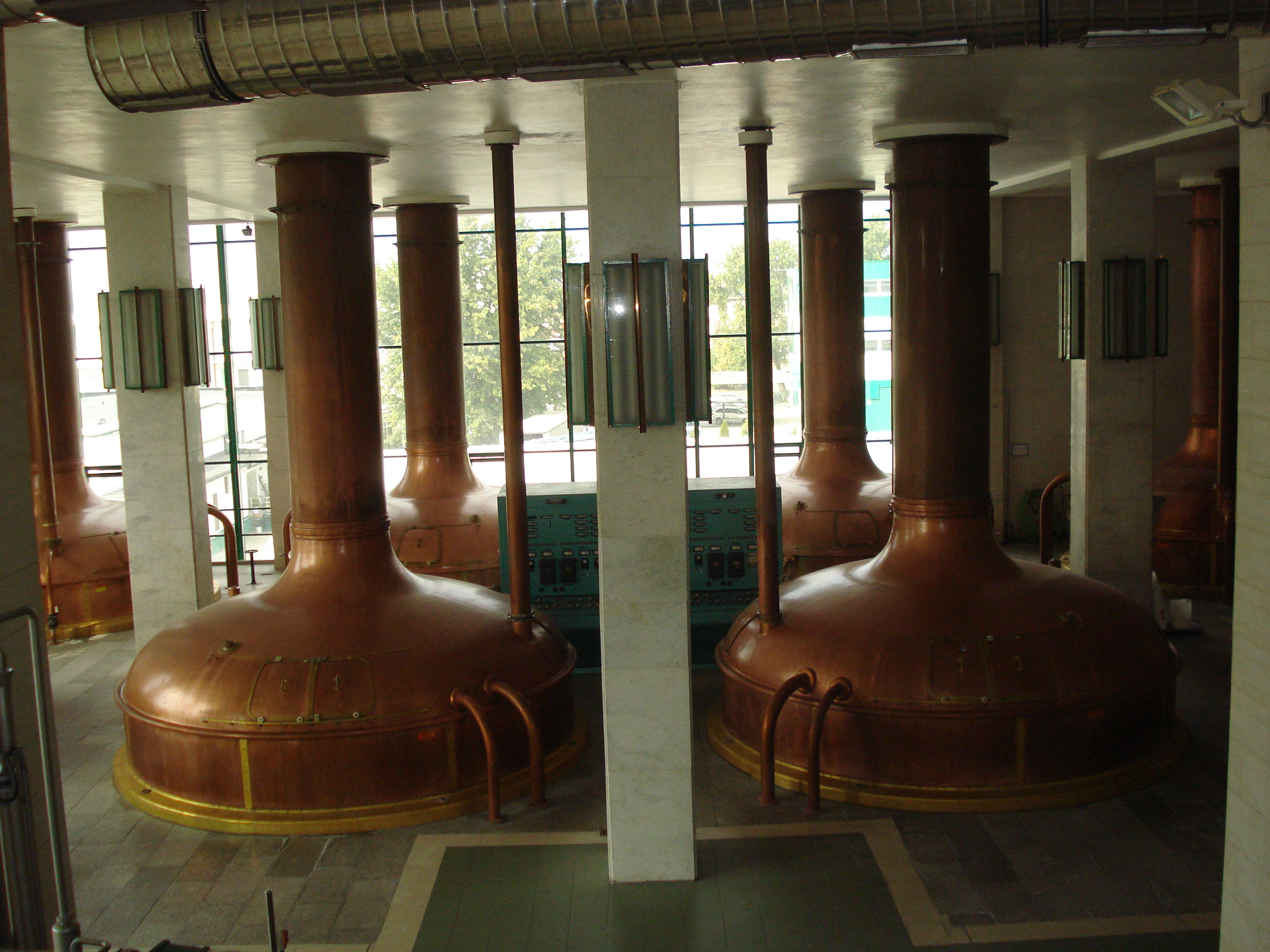
Sudkessel der Brauerei

Die Pivovar Hurbanovo ist eine slowakische Bierbrauerei, die Teil von Heineken Slovensko ist. Markenname der Produkte ist Zlatý bažant.

## Geschichte
Die Grundsteinlegung der Brauerei erfolgte am 1. November 1964. 1967 konnte die Produktion aufgenommen werden. Damals war die Brauerei auf eine Kapazität von 600.000 hl ausgelegt. 1971 errichtete die Brauerei als erste in der Slowakei eine Abfüllanlage für Dosen. 1995 wurde die Brauerei von Heineken übernommen. Ebenfalls in den 1990ern wurden die Brauereien Corgoň in Nitra und Gemer in Rimavská Sobota von Heineken übernommen und mit Heineken Slovensko verschmolzen. Die Brauerei Corgoň wurde 1896 gegründet und 1997 von Heineken übernommen. Seit der Schließung 2004 werden die Biere in Hurbanovo gebraut. Die Brauerei Gemer wurde 1965 gegründet und 2006 geschlossen.

## Produkte
In der Brauerei werden folgende Biere hergestellt:

### Zlatý Bažant
Die Marke Zlatý Bažant ist die Hauptmarke des Unternehmens.
- Zlatý Bažant ´73
- Zlatý Bažant Ležiak 12°
- Zlatý Bažant Svetlé 10°
- Zlatý Bažant Tmavé
- Zlatý Bažant Medový Porter
- Zlatý Bažant 0,0 %
- Zlatý Bažant Radler citrón
- Zlatý Bažant Radler Grapefruit
- Zlatý Bažant Radler Citrón-Baza-Mäta
- Zlatý Bažant Radler 0,0% citrón light
- Zlatý Bažant Radler 0,0% Broskyňa & Bazalka

### Corgoň
- Corgoň 12%
- Corgoň 10%
- Corgoň 4-sladový

### Weitere Biere
- Heineken
- Kelt 12%
- Kelt 10%
- Martiner 12%
- Maurus 12°